# Friedrich Daniel von Recklinghausen
Friedrich Daniel von Recklinghausen (Gütersloh, 2 dicembre 1833 – Strasburgo, 26 agosto 1910) è stato un patologo tedesco che ha legato il proprio nome alla descrizione della neurofibromatosi di tipo 1 e dell'osteite fibrosa cistica generalizzata, note entrambe come «malattia di von Recklinghausen».

## Biografia
Allievo di Rudolf Virchow all'Università di Berlino fra il 1855 e il 1861, Recklinghausen fu professore di Patologia nelle università di Königsberg (1865), Würzburg (1866-1872) e Università di Strasburgo (1872-1906). Fece delle eccellenti descrizioni dei più piccoli vasi linfatici nel tessuto connettivo (canali di Recklinghausen, 1862) e dei calcoli trovati nel pancreas in caso di diabete (1864). Nel 1889 diede il nome all'emocromatosi, una malattia metabolica caratterizzata da deposizione di ferro in eccesso nei tessuti, soprattutto nel fegato.
Fra i suoi allievi, Theodor Langhans, Giuseppe Muscatello e Pio Foà.